# Burning

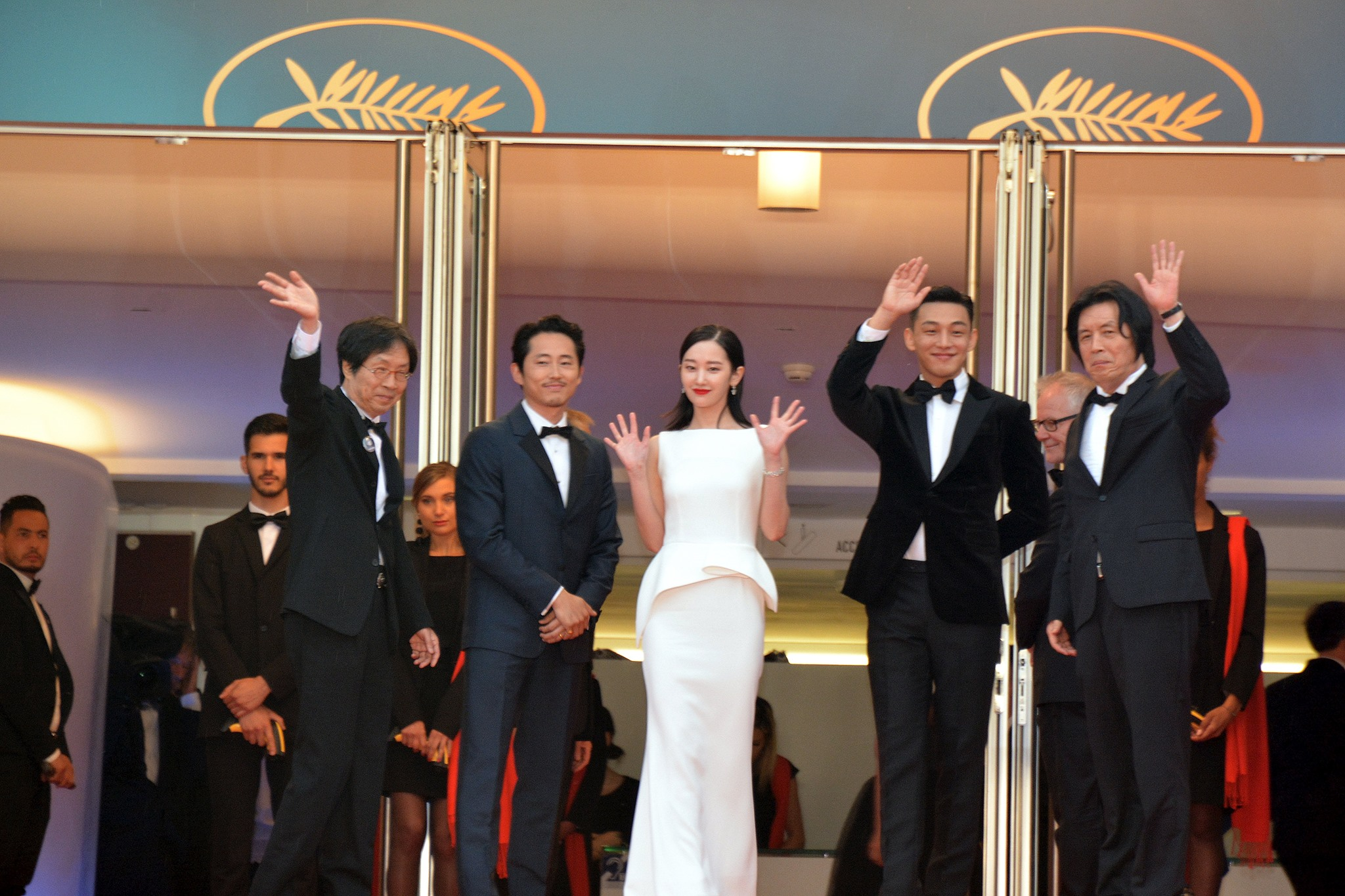
Der Stab von Burning auf den Internationalen Filmfestspielen von Cannes 2018. Von links nach rechts: Lee Jun-dong, Steven Yeun, Jeon Jong-seo, Yoo Ah-in und Regisseur Lee Chang-dong.

Burning ist ein Film des südkoreanischen Regisseurs Lee Chang-dong aus dem Jahr 2018, mit Yoo Ah-in, Steven Yeun und Jeon Jong-seo in den Hauptrollen. Der Film basiert auf Haruki Murakamis Kurzgeschichte Scheunenabbrennen (1983) aus der Erzählsammlung Der Elefant verschwindet (1993).
Burning feierte seine Premiere am 16. Mai 2018 im Wettbewerb der Internationalen Filmfestspiele von Cannes und wurde dort mit dem FIPRESCI-Preis ausgezeichnet. Der Film war außerdem der südkoreanische Beitrag für die Oscarverleihung 2019 in der Kategorie Bester fremdsprachiger Film.

## Handlung
Während eines Nebenjobs trifft Jongsu auf eine frühere Klassenkameradin namens Haemi. Jongsu erkennt sie nicht, aber Haemi schlägt ihm vor, gemeinsam ins Restaurant zu gehen. Haemi erzählt ihm, dass sie etwas Geld gespart habe für eine Reise nach Afrika, um dort nach dem Sinn des Lebens zu suchen. Haemi bittet Jongsu, sich in dieser Zeit um ihre Katze zu kümmern. Als Haemi ihm ihre Wohnung zeigt, taucht ihre Katze jedoch nicht auf, weshalb Jongsu deren Existenz in Frage stellt. Anschließend schlafen sie miteinander.
Jongsu, der in der Grenzstadt Paju lebt, kümmert sich in Haemis Abwesenheit um die Verpflegung der Katze, bekommt sie aber nicht zu Gesicht. Etwa zwei Wochen später erhält Jongsu einen Anruf von Haemi, dass sie aufgrund eines Terroranschlags drei Tage am Flughafen von Nairobi festgesteckt habe, nun aber zurückkomme. Sie bittet Jongsu, sie am Folgetag abzuholen. Jongsu ist sehr froh, sie wiederzusehen. Allerdings stellt Haemi ihm direkt Ben vor, den sie in Kenia am Flughafen kennengelernt habe. Beide waren die einzigen Koreaner dort.
Am Abend gehen sie zu dritt essen. Haemi erzählt von ihren Erlebnissen in Afrika, wird von ihren Gefühlen überwältigt und beginnt zu weinen. Ben erzählt, er könne nicht verstehen, weshalb Menschen weinten; er selbst täte es nie. In der Folgezeit treffen die drei sich noch einige Male.
Eines Tages besuchen Ben und Haemi, die beide in Seoul leben, Jongsu auf seiner Farm in Paju. Haemi erzählt aus ihrer Erinnerung, wie sie dort als Kind in einen Brunnen fiel und von Jongsu gerettet wurde. Gemeinsam rauchen die drei Marihuana. Haemi beginnt darauf, sich auszuziehen und vor der untergehenden Sonne zu tanzen, bevor sie einschläft. So unterhalten sich Jongsu und Ben alleine. Jongsu erzählt von seinem Vater, den er hasse. Als seine Mutter sie verließ, zwang sein Vater ihn, alle Dinge seiner Mutter zu verbrennen. Ben beginnt darauf, von seinem Hobby zu erzählen: Alle zwei Monate brenne er ein Gewächshaus ab. Ihm sei bereits aufgefallen, dass es in Jongsus Umgebung einige gebe und sein nächstes Ziel habe er sich auch schon ausgesucht.
Bevor Ben mit Haemi nach Seoul aufbricht, sagt Jongsu zu ihr, dass sich nur Huren so vor Männern entblößen würden. In den folgenden Tagen beobachtet Jongsu die Umgebung genau und sucht alle Treibhäuser auf. Schließlich erhält Jongsu einen Anruf von Haemi, doch nichts wird gesagt, nur die rennenden Fußtritte einer Person sind zu hören. Ein Feuer hat Jongsu immer noch nicht gesehen und er ist besorgt um Haemi. Bei ihr zu Hause ist alles aufgeräumt, doch sie ist nicht mehr da. Auch Ben hat keinen Kontakt mehr zu ihr. Er erzählt Jongsu jedoch, dass Haemi einsamer sei, als Jongsu es sich vorstelle: sie habe weder Kontakt zu Verwandten noch Freunde. Es sei so, als hätte sie sich in Rauch aufgelöst.
Jongsu sucht überall nach Haemi, kann sie aber nicht finden. Schließlich bespitzelt er Ben. Eines Tages entdeckt Ben ihn in seinem Wagen und lädt ihn zu sich ein. Jongsu findet in Bens Badezimmer Haemis Uhr in einem Fach, in dem verschiedene Armbänder sind und wo sie beim letzten Mal noch nicht war. Auch hat Ben nun eine Katze. Als Jongsu sie mit dem Namen von Haemis Katze ruft, kommt sie zu ihm.
Am nächsten Tag lädt Jongsu Ben zu sich aufs Land. Er ersticht Ben, zieht sich aus, zündet den mit Benzin übergossenen Ben in seinem Auto an und verbrennt mit ihm auch seine Kleidung, bevor er nackt die Szene verlässt.

## Produktion

### Einordnung
Nach acht Jahren kehrte Lee Chang-dong mit Burning auf den Regiestuhl zurück. Mit seinen Filmen sorgte er auf den Filmfestspielen dieser Welt für Furore. Nach Tim Grierson warteten Cineasten auf der ganzen Welt mit Spannung auf seinen neuen Film. Dazu hat er sich teilweise mit einer neuen Mannschaft zusammengetan: mit Kameramann Hong Kyung-pyo, der häufig mit Na Hong-jin und Bong Joon-ho zusammenarbeite, und dem Komponisten Mowg, der die Musik zu Kim Jee-woons Filmen, aber auch zu vielen weiteren, beisteuerte.
Der Hauptdarsteller Yoo Ah-in erreichte Jahre zuvor seinen Durchbruch und ist einer der großen, jungen Stars des südkoreanischen Kinos. In Deutschland ist er vor allem bekannt als rücksichtsloser Gegenspieler von Hwang Jung-min in Veteran – Above the Law (2015). Für Jeon Jong-seo ist Burning ihre erste Filmrolle. Sie studierte das Fach Film an der Sejong University, versäumte jedoch häufig Vorlesungen und ging stattdessen ins Kino. Sie entschloss sich, für den Film vorzusprechen, und setzte sich erfolgreich durch. Von Kritikern als Shootingstar gefeiert, wird ihr in Burning die Rolle des „Murakami-Mädchens“ zuteil.
Steven Yeun ist ein Hollywood-Star, wobei ihm seine Rolle in der Zombieserie The Walking Dead zum Durchbruch verhalf. Pierce Conran bezeichnet seine Wahl als Geniestreich, da er als koreanischer Amerikaner eine gewisse Art Fremdheit versprüht, die der Rolle des rätselhaften Ben zugutekommt. Yeun äußerte sich, hocherfreut über die Zusammenarbeit mit Lee Chang-dong zu sein. Es ist sein zweiter Film unter südkoreanischer Regie nach Okja (2017) von Bong Joon-ho.

### Hintergrund
Als Drehbuchautorin Oh Jung-mi Murakamis Kurzgeschichte Scheunenabbrennen Lee Chang-dong gegenüber als Idee für ihren nächsten gemeinsamen Film vorschlug, war Lee zunächst erstaunt, da in der Geschichte nichts passiere. Dennoch empfand er die Geschichte als so geheimnisvoll, dass er sie schließlich verfilmen wollte. Die Lücken in der Geschichte, das fehlende Stück, ohne das man nie die Wahrheit kennen würde, sei genau wie die Welt unserer Zeit. Etwas sei falsch in der Welt, aber wir könnten nicht ergründen, was genau es ist.
Lees Intention war es, einen Film über die Wut der jungen Menschen der heutigen Zeit zu drehen. Es scheint, als sei die Jugend unabhängig von Nationalität, Religion oder ihrem sozialen Hintergrund aus unterschiedlichen Gründen zornig. In Südkorea litten die jungen Leute an der steigenden Jugendarbeitslosigkeit und wüssten nicht, gegen wen sie ihre Wut richten sollen. Gleichzeitig habe es den Anschein, als entwickle sich die Welt zu einem zunehmend hochentwickelten, komfortablen und perfekt funktionierenden Ort. So erscheint die Welt wie ein Rätsel. In Burning ist Ben dieses Rätsel.

## Themen
Im Englischen trägt die Kurzgeschichte den gleichen Titel wie William Faulkners Werk Brandstifter (Original: Barn Burning, 1939). Drehbuchautorin Oh Jung-mi war fasziniert davon, dass sowohl Murakami als auch William Faulkner eine Kurzgeschichte mit dem gleichen Titel (Barn Burning) verfassten. Doch während Murakamis Geschichte eine Metapher sei, handle Faulkners Werk direkt von Wut. Im Film wird Faulkner referenziert als Jongsus Lieblingsautor.
In Burning wurden aus den Scheunen des Originals Gewächshäuser. Diese gibt es in Südkorea häufiger als Scheunen. Weiterhin begründen Oh und Lee ihre Wahl damit, dass Gewächshäuser transparent seien, das Plastik aber meist verschmutzt. Oh stellte sich vor, wie ein Mann von außen in den leeren Raum des Nichts starrt. Es wurde aus einem Grund errichtet, ist nun aber nutzlos. Vergleichbar damit seien die Pantomime, die Katze und auch Ben. Man stelle sich die Frage, ob Haemis Geschichte real ist, ob die Katze existiert und wer Ben überhaupt ist.

## Veröffentlichung
Burning feierte seine Weltpremiere am 16. Mai 2018 auf den Internationalen Filmfestspielen von Cannes. Nur einen Tag später, am 17. Mai 2018, lief der Film in den südkoreanischen Kinos an. In Südkorea erhielt der Film keine Jugendfreigabe.
In der Schweiz lief der Film am 10. Januar 2019 an. Für Deutschland erwarb Capelight Pictures die Vertriebsrechte. Der Bundesstart erfolgte am 6. Juni 2019.

## Rezeption
Der Film hatte in Südkorea über eine halbe Million Kinobesucher. In Frankreich, wo Burning am 29. August 2018 anlief, erreichte der Film über 190.000 Kinobesucher. Er ist damit der dritterfolgreichste südkoreanische Kinofilm in Frankreich, nach Train to Busan und Die Taschendiebin (beide 2016). In der internationalen Kritikerumfrage zu den Filmfestspielen von Cannes der Zeitschrift Screen International erreichte Burning mit 3,8 von 4 möglichen Punkten einen neuen Rekordwert. Vorheriger Spitzenreiter war der Film Toni Erdmann mit 3,7 Punkten.
Der Film wurde generell sehr positiv besprochen. Für Tim Grierson von Screen Daily ist Burning voller Ereignisse, die unterschiedlich interpretiert werden können, eine dunkle Geschichte voller Rätsel: Der Film sei bemerkenswert komplex und unergründlich; je öfter man ihn sehe, umso unklarer sei, was man sehe. Für Pierce Conran ist Burning ein Thriller wie kein anderer. Carsten Baumgardt von Filmstarts kann nicht nachvollziehen, warum der Film nicht mit der Goldenen Palme gewürdigt wurde, und sieht in Burning ein Meisterwerk. Es sei eine Dreiecksgeschichte mit „sogartiger Faszination“. Die erste Stunde wisse man nicht, welchem Genre der Film zuzuordnen sei. Bis zuletzt bewahre sich der Film seine Rätselhaftigkeit. Nach Ansicht von Peter Travelers vom Rolling Stone beginnt dieser „atemberaubende Thriller“ mit einer Romanze nach Art von Der talentierte Mr. Ripley (1999). Doch alles ändere sich, wenn die Figur Ben in die Geschichte rücke. Burning behandle eine Bandbreite an Themen: Familie, Klasse, Neid, Verbrechen, Ungerechtigkeit und dem, was William Faulkner als „das menschliche Herz im Konflikt mit sich selbst“ bezeichnet habe. Mit seinem Filmstab und dem herausragenden Trio habe Lee einen hypnotisierenden und eindringlichen Film geschaffen, der Genres überschreite und tief im menschlichen Wesen grabe. Katja Nicodemus von der Zeit sieht in dem Film gar einen „der besten Filme aller Zeiten“. Jens Balkenborg nennt den Film in seiner Besprechung für den Freitag einen „kinematografischen Schwelbrand“. Mit „bestechender Ruhe und vibrierendem Suspense“ rolle Lee Chang-dong seine Geschichte auf, „eine der außergewöhnlichsten Darstellungen einer Ménage-à-trois, die in den letzten Jahren den Weg auf die Leinwand gefunden“ habe.
Die schauspielerische Leistung der drei Protagonisten wurde vielfach gelobt. Für Conran markiert Burning sowohl für Yoo Ah-in als auch für Steven Yeun die jeweils beste Leistung ihrer Karriere. Jeon Jongsu sei magnetisch, gefangen zwischen Träumen und Realität. Auch wenn alle drei Darsteller erstklassig seien, vermisst Todd McCarthy vom Hollywood Reporter Jeon in der zweiten Hälfte des Films. Ihre Figur Haemi habe die unschlagbare Kombination, zugleich schön und bescheiden zu sein und stecke voller Lebenslust. John Powers von der Vogue fühlt den Film dunkler und unglücklicher werden, sobald Jeons Figur nicht im Bild ist. Er interpretiert dieses Gefühl als von Lee gewollt, so dass der Zuschauer die von den Wünschen und Verlangen der beiden Männer ausgehende Bedrohung für Haemi spüre. Die preisgekrönte Kameraarbeit von Hong Kyung-pyo und die Musik von Mowg erfuhren in den Kritiken ebenfalls sehr positive Würdigungen. Für Conran ist Hong wieder einmal exzellent. Baumgardt findet die Leistung des Kameramanns wegen seiner poetisch-melancholischen Bilder „grandios“. Manohla Dargis von der New York Times bezeichnet die Szene, in der Ben und Haemi zu Jongsu raus aufs Land kommen, als eine der schönsten Filmszenen seit Jahren. Tim Robey vom britischen Daily Telegraph bezeichnet den Abschluss dieser Sequenz als die am schönsten arrangierte und emotional bedeutungsvollste Szene: als Haemi berauscht und oberkörperfrei zu Miles Davis tanzt, mit der hinter den Bäumen untergehenden Sonne. Er vergibt 5 von 5 Sternen an Burning. David Sims von The Atlantic bezeichnet das Gespräch zwischen Jongsu und Ben – das direkt auf die angesprochene Szene folgt, als Haemi bereits schläft – als „fesselndsten Dialog des Filmjahres“.
Für John Powers ist Lee Chang-dong aktuell der interessanteste Regisseur der Welt. Niemand habe in den vergangenen 20 Jahren mehr gute Filme gemacht als er. Seine Filme handelten von normalen Leuten, eingeholt von emotionalen Extremen. Dabei mache Lee aber nie dasselbe zweimal. Mit Burning habe er einen mehrdeutigen, metaphysischen Thriller über Isolation, soziale Schichten und die dunklen Ecken männlicher Psyche geschaffen.

## Auszeichnungen
Internationale Filmfestspiele von Cannes 2018
- Prix Vulcain de l’artiste technicien für Shin Jeom-hui für das Szenenbild[28]
- FIPRESCI-Preis[29]

Manaki Brothers Film Festival 2018
- Golden Camera 300 für Hong Kyung-pyo

Buil Film Awards 2018
- Auszeichnung in der Kategorie Beste Regie für Lee Chang-dong
- Auszeichnung in der Kategorie Beste Musik für Mowg

Korean Association of Film Critics Awards 2018
- Beste 11 Filme
- FIPRESCI-Preis für Lee Chang-dong
- Auszeichnung in der Kategorie Beste Kameraführung für Hong Kyung-pyo

Los Angeles Film Critics Association Awards 2018
- Auszeichnung in der Kategorie Bester fremdsprachiger Film
- Auszeichnung in der Kategorie Bester Nebendarsteller (Steven Yeun)

Daejong-Filmpreis 2018
- Auszeichnung in der Kategorie Bester Film

Film fra Sør 2018
- Silver Mirror (Sølvspeilet; Bester Film)

Baeksang Arts Awards 2019
- Auszeichnung mit dem Art Award für Hong Kyung-pyo[35]

Saturn-Award-Verleihung 2019
- Auszeichnung in der Kategorie Bester internationaler Film